# Halitherium
Genre
Halitherium est un genre fossile de siréniens appartenant à la famille des dugongidés, ayant vécu en Europe de la fin de l'Éocène jusqu'au milieu de l'Oligocène.

## Historique

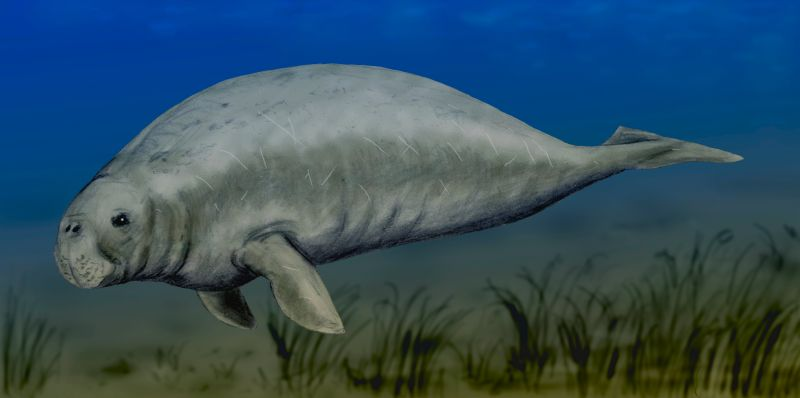
Vue d'artiste d'Halitherium schinzii

Le genre Halitherium présente une histoire taxonomique confuse. Il a été originellement créé par Johann Jakob Kaup en 1838 à partir d'une prémolaire provenant du Rupélien du sud de l'Allemagne, qui a malheureusement été considérée comme appartenant à  Hippopotamus dubius Cuv. (Cuvier), sans savoir que cette espèce était un synonyme junior de Prototherium minima, tandis qu'il attribuait le nom de Pugmeodon schinzii pour le même spécimen.
De son côté, Hermann von Meyer incluait l'holotype d'Halitherium schinzii dans son espèce composite Halianassa studeri (1838), qui rassemblait notamment les fossiles types de Metaxytherium medium et de Protosiren minima, un maxillaire du Miocène et un squelette provenant de Suisse,.
Ultérieurement, Kaup mettait en synonymie Pugmeodon avec Halitherium et créait la nouvelle combinaison Halitherium schinzii. À partir de ce moment, le genre Halitherium devint universellement accepté comme le nom des restes d'Halitheriinae de l'Oligocène inférieur d'Europe.
Halitherium étant toutefois basé sur une espèce type mal identifiée, et en raison de l'usage très répandu de ce nom de genre, le spécialiste des siréniens Daryl Paul Domning a proposé en 1987 à la CINZ de désigner Pugmeodon schinzii comme l'espèce type d'Halitherium, une proposition approuvée peu après qui a fait de Pugmeodon un synonyme junior objectif d'Halitherium (CINZ, 1989), en ligne avec le concept courant d'Halitherium introduit par Kaup lui-même,.
En dehors d'Halitherium schinzii, cinq autres espèces d'Halitherium ont été proposées :
- Halitherium alleni
- Halitherium antillense
- Halitherium christolii[11]
- Halitherium bellunense[12]
- Halitherium taulannense

Pourtant, Halitherium taulannense représenterait un genre distinct non nommé. Halitherium antillense serait un nomen dubium, et Halitherium christolii et Halitherium bellunense ont été renommés Lentiarenium et Italosiren,, laissant Halitherium alleni comme seule espèce valide aux côtés d'Halitherium schinzii.
Voss en 2013 et 2014 a toutefois considéré qu'Halitherium devrait être regardé comme un nomen dubium du fait que ce taxon a été créé à partir d'un matériel non diagnostiqué, avant qu'une étude ultérieure montre que les spécimens habituellement attribués à Halitherium schinzii appartiennent en fait à deux espèces distinctes, dont l'une était Halitherium bronni (Krauss, 1858), réattribuée à un nouveau genre Kaupitherium,.
Les restes de Metaxytherium medium ont souvent été rapportés au Dugongidae Halitherium dans la littérature du XIXe siècle, alors que cette dernière espèce est associée par Gaudry à une forme du Miocène inférieur, même si Voss en 2014 considère Halitherium comme un nomen dubium.

## Chronologie
Halitherium a vécu de la fin de l'Éocène jusqu'au milieu de l'Oligocène, d'environ 37 à 28 millions d'années.

## Classification
Halitherium appartient à la sous-famille des Halitheriinae, qui inclut aussi les genres Eosiren et Eotheroides.

## Liste des espèces
- Halitherium schinzii (Kaup, 1838) (espèce type)
- Halitherium antillense Matthew, 1916[19] ;
- Halitherium alleni Simpson, 1932[20] ;
- Halitherium  taulannense Sagne, 2001[21].